# Palama
Palama is een bestuurslaag in het regentschap Bima van de provincie West-Nusa Tenggara, Indonesië. Palama telt 1179 inwoners (volkstelling 2010).